# なにがなんでも
『なにがなんでも』は、1992年11月25日に、東芝EMIからリリースされた桜っ子クラブさくら組の1枚目のシングルである。

## 概要
テレビ朝日系列で放送されていたバラエティ番組『桜っ子クラブ』のメインキャラクターであった女性アイドルグループ桜っ子クラブさくら組のデビューシングルとなる。
表題曲「なにがなんでも」は持田真樹が出演していたニッポンハムのウインナー「カロリーソフト」のCMソング及び『桜っ子クラブ』と同じテレビ朝日系列の音楽バラエティ番組『歌謡びんびんハウス』のエンディングテーマとして使用された。
カップリング曲「いつだってJAPANESE」について、歌唱者・編曲者違いの同内容の楽曲として『なにがなんでも』発売日と同日の1992年11月25日に徳間ジャパンコミュニケーションズより宮田愛がシングル『いつだってJAPANESE』（編曲：山川恵津子）を発売をしている。
2010年2月14日に女性アイドルグループ私立恵比寿中学が発売したインディーズ1stシングル『朝のチャイムがなりました!』に「なにがなんでも」のカバーバージョンである「なにがなんでも（エビ中ver.）」が収録された。「なにがなんでも（エビ中ver.）」は原曲とは一部歌詞が変更（「メイキン ラヴ」→「ハッピー ラブ」、「テレフォンボックス」→「カラオケボックス」など）されている。

## 発売形態
- 8cmCD
- 規格品番：TODT-2917

## 収録曲
（桜っ子クラブさくら組：井上晴美・胡桃沢ひろ子・中谷美紀・東恵子・加藤紀子・小林美香・持田真樹・柳香織・三井美佳・北川裕子・大山アンザ・森野文子・山内麻椰・菅野美穂・鈴木奈々・春原由紀）
| #         | タイトル                                 | 作詞       | 作曲       | 編曲      | 時間  |
| --------- | ---------------------------------------- | ---------- | ---------- | --------- | ----- |
| 1.        | 「なにがなんでも」                       | 川島だりあ | 織田哲郎   | 寺尾広    | 3:15  |
| 2.        | 「いつだってJAPANESE」                   | 小田佳奈子 | 多々納好夫 | 池田大介  | 3:34  |
| 3.        | 「なにがなんでも」(オリジナル・カラオケ) |            |            |           | 3:15  |
| 合計時間: | 合計時間:                                | 合計時間:  | 合計時間:  | 合計時間: | 10:04 |

## タイアップ
| 楽曲                       | タイアップ                                           | 収録作品                   |
| -------------------------- | ---------------------------------------------------- | -------------------------- |
| なにがなんでも             | ニッポンハム「カロリーソフト」CMソング               | シングル『なにがなんでも』 |
| なにがなんでも             | テレビ朝日系『歌謡びんびんハウス』エンディングテーマ | シングル『なにがなんでも』 |
| なにがなんでも（インスト） | テレビ朝日系『桜っ子クラブ』テーマソング             | シングル『なにがなんでも』 |

## カバー
- 私立恵比寿中学 - 2010年2月14日に発売されたインディーズ1stシングル『朝のチャイムがなりました!』[4]及び2012年11月21日に発売されたインディーズベストアルバム『エビ中の絶盤ベスト〜おわらない青春〜』[6]に「なにがなんでも」のカバーバージョンである「なにがなんでも（エビ中ver.）」（編曲：Marvin）が収録された。「なにがなんでも（エビ中ver.）」は原曲とは一部歌詞が変更（「メイキン ラヴ」→「ハッピー ラブ」、「テレフォンボックス」→「カラオケボックス」など）されている。